# Nueva Valencia
Nueva Valencia è una municipalità di quarta classe delle Filippine, situata nella provincia di Guimaras, nella regione del Visayas Occidentale.
Nueva Valencia è formata da 22 baranggay:
- Cabalagnan
- Calaya
- Canhawan
- Concordia Sur
- Dolores
- Guiwanon
- Igang
- Igdarapdap
- La Paz
- Lanipe
- Lucmayan

- Magamay
- Napandong
- Oracon Sur
- Pandaraonan
- Panobolon
- Poblacion
- Salvacion
- San Antonio
- San Roque
- Santo Domingo
- Tando